# Miramar (Kostaryka)
Miramar – miasto w Kostaryce, w prowincji Puntarenas.